# Wybory prezydenckie w Etiopii w 2013 roku
Wybory prezydenckie w Etiopii w 2013 roku odbyły się 7 października, kiedy to etiopski parlament wyłonił dyplomatę Mulatu Teshome na nowego prezydenta, pełniącego urząd przez sześcioletnią kadencję. Dotychczasowy prezydent Gyrma Uelde-Gijorgis, wedle konstytucji nie mógł się ubiegać o drugą reelekcję.